# Península de Melville

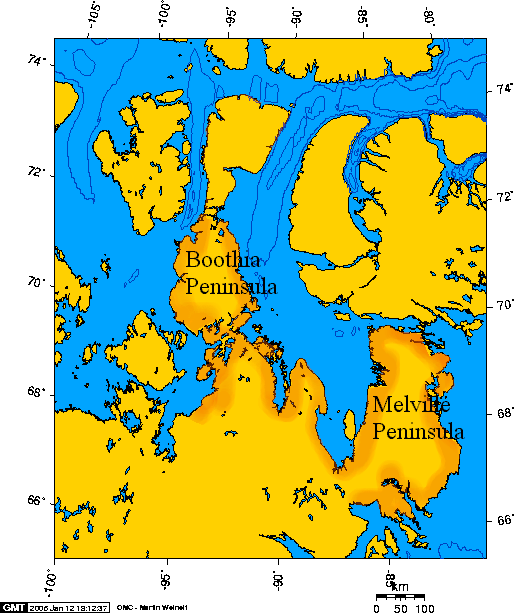
Penínsulas de Boothia e Melville, Nunavut, Canadá.

A Península de Melville  é uma grande península situada no Ártico do Canadá. Administrativamente, pertence ao território autónomo de Nunavut desde 1999, e antes, era parte do Distrito de Franklin.

## Geografia
A península de Melville tem uma área de 65 000 km² e está unida ao continente americano pelo Istmo de Rae, com largura de apenas 65 km. Entra pelo mar, na direção quase SN, por cerca de 400 km e tem largura máxima de 220 km. No seu interior está o Lago Hall. Está limitada a sul pelas águas da Baía Repulse e do Estreito Frozen, que a separam da Ilha Southampton; a leste, pelas águas da Bacia de Foxe, situando-se na metade deste trecho a Baía de Parry; a norte, pelo Estreito de Fury e Hecla, que a separam da Ilha de Baffin; a oeste, pelas águas do Golfo de Boothia, encontrando-se também mais ou menos a meio a Baía de Garret e um pouco mais a sul a Ilha Wales.
Um posto da Companhia da Baía de Hudson foi aqui construído, na Baía Repulse, em 1921.